# Kiisa
Kiisa är en småköping i Estland. Den ligger i Saku kommun och i landskapet Harjumaa, 23 km söder om huvudstaden Tallinn. Antalet invånare var 713 år 2011.
Kiisa ligger 52 meter över havet och  terrängen runt samhället är platt. Floden Keila jõgi rinner strax utanför Kiisa. Runt Kiisa är det ganska tätbefolkat, med 108 invånare per kvadratkilometer. Närmaste större samhälle är Saku, 7,5 km norr om Kiisa. I omgivningarna runt Kiisa växer i huvudsak blandskog.
Trakten ingår i den hemiboreala klimatzonen. Årsmedeltemperaturen i trakten är 3 °C. Den varmaste månaden är juli, då medeltemperaturen är 17 °C, och den kallaste är januari, med −12 °C.